# Sergei Dmitrijewitsch Stoljarow

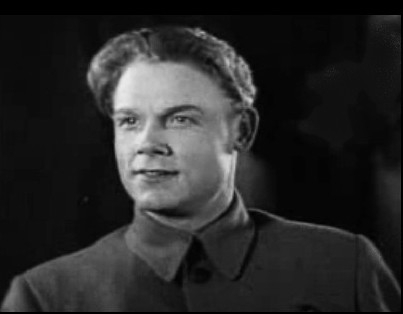
Sergei Stoljarow (undatierte Aufnahme)

Sergei Dmitrijewitsch Stoljarow (russisch Сергей Дмитриевич Столяров; * 4.jul. / 17. Juli 1911greg. in Bessubowo, Gouvernement Tula, Russisches Kaiserreich; † 9. Dezember 1969 in Moskau) war ein sowjetischer Theater- und Film-Schauspieler.

## Leben und Leistungen
Sergei Stoljarow kam in dem Dorf Bessubowo südlich von Moskau zur Welt. Sein genaues Geburtsdatum galt lange als unbekannt, Stoljarow selbst beging seinen Geburtstag am 1. November, der z. T. auch heute noch genannt wird. Anfang des 21. Jahrhunderts konnte jedoch der 4. Juli nach dem julianischen Kalender als exaktes Geburtsdatum festgestellt werden.
Stoljarow hatte drei Brüder namens Alexander, Pjotr und Roman sowie eine Schwester. Der Vater arbeitete als Förster, die Familie lebte in bescheidenen Verhältnissen. Nach dem Ausbruch des Ersten Weltkrieges wurde ein wohlhabender Landwirt aus dem Ort per Los für den Armeedienst verpflichtet. Er lobte daraufhin eine Hütte, eine Kuh und ein Pferd als Belohnung für einen Ersatzmann aus, wofür sich Dmitri Stoljarow meldete. Er starb noch 1914 bei einem Gasangriff. Die Familie verfiel infolgedessen in Armut, Sergei musste bereits als Kind zum Lebensunterhalt beitragen. Beim Kuhhüten erlitt er einen Unfall und verlor einen Teil seines linken Ringfingers.
1919 schickte die Mutter ihre Söhne nach Taschkent, um der Armut vor Ort zu entkommen. Sergei erkrankte jedoch auf dem Weg an Typhus und seine Brüder brachten ihn ins Krankenhaus von Kursk. Danach wurde er dem dortigen Waisenhaus zugewiesen. Hier sammelte Stoljarow seine ersten Theatererfahrungen in einem Stück über die Französische Revolution.
Ende der 1920er Jahre absolvierte Stoljarow seine erste Berufsausbildung und arbeitete als Schlosser bei der Kiewer Eisenbahn. Parallel dazu erlernte er über das Proletkultprogramm und unter Aufsicht von Alexei Diki bis 1931 die Grundlagen des Schauspiels. Hier erhielt er auch eine Empfehlung für das Moskauer Kunsttheater. 1932 absolvierte der Nachwuchsdarsteller die Aufnahmeprüfung für das berühmte Theater mit einer Rezitation aus Gorkis Nachtasyl und wurde aus 500 Bewerber von Wladimir Nemirowitsch-Dantschenko, Konstantin Stanislawskis und Wsewolod Meyerhold ausgewählt. Er spielte zwei Jahre am Kunsttheater und wechselte dann infolge seines Militärdienstes an das Theater der Roten Armee in Moskau. Hier verblieb der blonde Mime bis 1938. Weitere Stationen seiner Bühnenlaufbahn sollten das Mossowjet-Theater (1940–1942) und das Moskauer Staatstheater der Kinodarsteller sein, wo Stoljarow von 1944 bis kurz vor seinem Tod spielte.

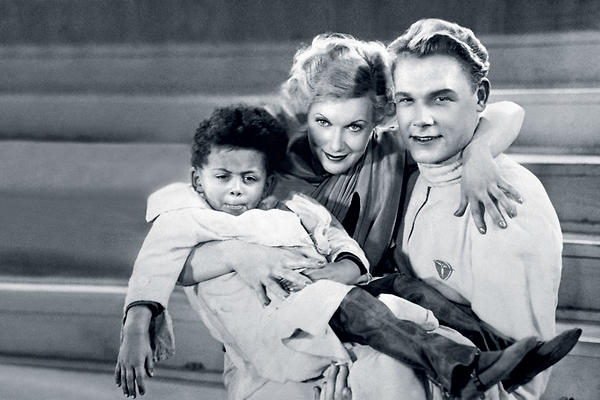
James Patterson, Ljubow Orlowa und Sergei Stoljarow (v. l.) in dem Film Zirk (1936)

Stoljarows filmisches Schaffen begann 1935 mit der Hauptrolle in dem Drama Аэроград (Aerograd), in dem er einen Piloten mimte. Nach zwei kleineren Engagements im selben Jahr gab er 1936 eine tragende Nebenrolle in Цирк (Zirk), dessen Regisseur Grigori Alexandrow durch Аэроград auf den Nachwuchsdarsteller aufmerksam geworden war. Aus Protest gegen die Hinrichtung des Kameramanns Wladimir Semjonowitsch Nilsen boykottierte Stoljarow jedoch die Premiere von Цирк. Aufgrund dessen wurde er wiederum nicht zur Pariser Weltausstellung eingeladen, bei der das Werk lief. Auch sein Verhältnis zu Alexandrow verschlechterte sich im Laufe der Jahre zusehends, sodass es nie wieder zu einer Zusammenarbeit kam. Dank seiner Rolle in Цирк wurde Stolajrow jedoch wieder mit seiner Mutter und seinem Bruder Roman vereint, die ihn auf dem Filmplakat erkannt hatten.
Im Jahr 1938 gab er die Titelrolle in Руслан и Людмила (Ruslan i Ljudmila). Das Genre des Märchen- und Fantasyfilms sollte für seine weitere Laufbahn prägend sein, obwohl er gegen Werke dieser Art anfangs Bedenken hegte. Für Alexander Rous zweiten Film Die schöne Wassilissa (1940) gab er die Hauptrolle des Bauernsohns Iwan, der die Titelfigur rettet. Der Film sollte im Laufe der Jahre viele Wiederaufführungen erleben und wurde auch international gezeigt. Eine ähnliche Rolle wie hier gab Stoljarow wenige Jahre später auch in Der unsterbliche Kaschtschai (1945), einem weiteren Werk Rous. In der Zwischenzeit spielte er in drei Filmen Militär- bzw. Marineangehörige.
Nach Ausbruch des Deutsch-Sowjetischen Krieges meldete sich Stoljarow freiwillig zur Armee, wurde aber schon nach kurzer Zeit wieder demobilisiert und im Herbst 1941 zusammen mit seiner Familie und seinen Kollegen vom Mosfilmstudio nach Alma-Ata evakuiert. Auf dem Weg wurden Stoljarows Lebensmittelkarten gestohlen. Er erjagte sich daraufhin selbst eine Bergziege. In Alma-Ata war er an der Aufführung des Stückes Русские люди (Russkije ljudi) beteiligt. Stoljarow spendete die Einnahmen für den Verteidigungsfonds, wofür ihm Stalin ein Dankestelegramm schickte.
Nach dem Krieg gab Stoljarow seine nächste Hauptrolle in der Musikkomödie Liebe siegt (1947). Wenige Jahre später gelang ihm mit Sadkos Abenteuer (1952) von Alexander Ptuschko auch der internationale Durchbruch, das französische Magazin Cinema führte Stolajrow sogar in seiner Liste der wichtigsten Kinodarsteller der Welt. Dank des großen Erfolges von Sadko konnte Stoljarow als Teil einer Delegation nach Argentinien reisen, wo er den damaligen Präsidenten Juan Perón kennenlernte.
Es folgten Das Geheimnis zweier Ozeane (1955) und der Phantasyfilm Der Kampf um das goldene Tor (1956), in dem der blonde Mime die Sagengestalt Aljoscha Popowitsch verkörperte. In den nächsten Jahren spielte er nur noch kleinere Rollen in weniger bekannten Werken. Stoljarow geriet in den 1960er Jahren in Konflikt mit den Leitern des Theaters der Kinodarsteller, da ihm vorgeworfen wurde, seine Arbeitsnorm nicht zu erfüllen, was dem Darsteller sehr zusetzte. In dieser Zeit verfasste er auch ein eigenes Drehbuch, das aber erst 1970 unter dem Titel Когда расходится туман (Kogda raschoditsja tuman) verfilmt werden sollte. Seine 28. und zugleich letzte Rolle gab Stoljarow 1967 als Hauptdarsteller in Туманность Андромеды (Tumannost Andromedy). Zu seinem Schaffen gehören auch die Theateraufzeichnung Мой дом на земле (Moi dom na semle, 1963) sowie der Animationsfilm
Сармико (Sarmiko, 1952), in dem er als Synchronsprecher zu hören war. Stoljarow war während seiner gesamten Filmlaufbahn auf die Rolle des makellosen und vorbildlichen Helden abonniert und genoss beim sowjetischen Publikum eine große Popularität. Der Schauspieler und Volkskünstler der RSFSR Walentin Iosifowitsch Gaft (* 1935), der Stoljarow in seiner Jugend kennenlernte, bezeichnet ihn als sein Vorbild.
Im Jahr 1968 verschlechterte sich sein Gesundheitszustand zusehends, er litt unter geschwollenen Beinen und Kurzatmigkeit. Stoljarow verweigerte anfangs eine Untersuchung, begab sich letztlich dennoch in ärztliche Behandlung, wobei ein Lymphosarkom diagnostiziert wurde. Er erlag der Krankheit im Dezember 1969 und wurde auf dem Wagankowoer Friedhof, Abschnitt 1, beigesetzt.
Sergei Stoljarow ist nicht mit dem Schauspieler Sergei Wsewolodowitsch Stoljarow (* 1947) identisch.

## Ehrungen
Stoljarow erhielt für seine Rolle in Fern von Moskau (1950) im Jahr 1951 den Stalinpreis und wurde 1957 mit dem Titel Verdienter Künstler der RSFSR gewürdigt. Noch im Jahr seines Todes folgte die Ernennung zum Volkskünstler der RSFSR.
Sein Schaffen war im Jahr 1997 Thema der 32. Folge der Dokumentarfilmreihe Чтобы помнили (Tschtoby pomnili), in der u. a. auch seine Witwe und sein Sohn zu Wort kamen. Acht Jahre später wurde er außerdem mit einem Beitrag in der Fernsehreihe Как уходили кумиры (Kak uchodili kumiry) gewürdigt.
Stoljarows Konterfei gilt als Vorlage für die Figur des Arbeiters in Wera Muchinas Plastik Arbeiter und Kolchosbäuerin.

## Privates
Während seiner Zeit beim Theater der Roten Armee lernte Stoljarow Olga Dmitrijewna Konstantinowa, eine Schülerin des Schauspiellehrers Juri Alexandrowitsch Sawadski, kennen, die seine Ehefrau werden sollte. Ihr gemeinsamer Sohn Kirill (28. Januar 1937 – 11. Oktober 2012) schlug ebenfalls die Laufbahn eines Theater- und Filmdarsteller ein, in Blaue Wege (1948) und Das Geheimnis zweier Ozeane spielte er neben seinem Vater kleine Nebenrollen. Auch Kirills Sohn Sergei (* 1962) ist als Schauspieler tätig.
Stoljarow und seine Familie lebten in bescheidenen Verhältnissen, sie besaßen weder ein Auto noch eine Datsche. Der einzige Schauspieler, mit dem er auch privat Umgang pflegte, war sein Jagdkumpan Boris Babotschkin.

## Filmografie (Auswahl)
- 1935: Аэроград (Aerograd)
- 1936: Космический рейс (Kosmitscheski reis)
- 1939: Matrosen (Моряки)
- 1940: Die schöne Wassilissa (Wasilisa Prekrasnaja)
- 1944: Iwan der Schreckliche I (Iwan Grosny)
- 1945: Der unsterbliche Kaschtschai (Kaschtschei bessmertny)
- 1947: Liebe siegt (Starinny wodewil)
- 1948: Blaue Wege (Golubye dorogi)
- 1950: Fern von Moskau (Daleko ot Moskwy)
- 1953: Sadkos Abenteuer (Sadko)
- 1955: Das Geheimnis zweier Ozeane (Taina dwuch okeanow)
- 1956: Der Kampf um das goldene Tor (Ilja Muromez)
- 1958: Iwan der Schreckliche II (Iwan Grosny. Skas wtoroi: Bojarski sagowor)